# Horst Seemann
Horst Seemann (* 11. April 1937 in Pihanken, Tschechoslowakei; † 6. Januar 2000 in Egling-Thanning, Oberbayern) war ein deutscher Filmregisseur, Schauspieler, Drehbuchautor und Komponist. Seemann galt als einer der renommiertesten Filmregisseure der DDR.

## Leben und Werk

### Frühe Jahre
Horst Seemann wurde als Sohn des Schmieds Eduard Seemann und der Putzmacherin Elisabeth, geb. Hanisch, in Pyhanken im Sudetenland geboren. Nach dem Zweiten Weltkrieg wurde seine Familie aus dem Sudetenland zwangsausgesiedelt. Die Seemanns ließen sich in Thüringen nieder, wo Horst später die Greizer Grund- und Oberschule besuchte. Sein Vater, der einst Kapellmeister war, förderte seine künstlerische Entwicklung in jungen Jahren, so dass er bereits in Kindertagen das Spielen diverser Instrumente wie Geige, Trompete und Klavier erlernte. Neben seiner Liebe zur Tanzmusik betätigte sich Horst Seemann als Sprecher eines Kinderchores sowie als Kinderdarsteller am Theater der Stadt Greiz. 1956 schloss er seine schulische Laufbahn mit dem Abitur ab und ging anschließend als Freiwilliger zur Nationalen Volksarmee. Während seines Wehrdienstes gründete er einen Soldatenchor, wurde dessen Leiter und engagierte sich nebenbei als Programmgestalter einer Agitproptruppe, die in öffentlichen Einrichtungen auftrat. Noch während seiner Soldatenlaufbahn nahm er an einem Lehrgang für angehende Dirigenten und Chorleiter teil, die er als Filmvorführer beendete.
Nach dem Militärdienst studierte Seemann von 1958 bis 1962 Regie an der Hochschule für Film und Fernsehen Potsdam-Babelsberg und inszenierte u. a. zusammen mit seinen Kommilitonen Siegfried Kühn und Celino Bleiweiß kurze Dokumentarfilme. Regieassistenzen bei Sergei Gerassimows Menschen und Tiere und Günter Reischs Der Dieb von San Marengo rundeten seine Ausbildung ab. Sein Studium beendete er mit dem Diplomfilm Der Fluch der bösen Tat (DDR 1962, „Stacheltier“-Reihe) mit Brigitte Krause und Christine Laszar in den Hauptrollen.

### Beginn einer Karriere
Nach seinem Studium drehte er 1963 zwei weitere Stacheltier-Kurzfilme, die später mit einem weiteren Beitrag von Karlheinz Carpentier im Episodenfilm Engel, Sünden und Verkehr (Autor: Wolfgang Roeder) aufgingen und in den DDR-Lichtspielhäusern aufgeführt wurden. Sein letztes Werk für die humoristische Kurzfilmreihe, Liebe braucht keine PS, datiert ebenfalls aus dem Jahr 1963. Zwei Jahre später entwickelte Seemann das Drehbuch für seinen ersten Spielfilm, die Tragikomödie Steig aus dem Sarg, Liebling, jedoch wurde das Projekt zugunsten des Filmmusicals Hochzeitsnacht im Regen (Alternativtitel: Liebe im Galopp, 1966/67) von der DEFA abgebrochen. Das Musical wurde mit enormem Aufwand für 1,7 Millionen Mark von der DEFA-Gruppe „Johannisthal“ produziert und erreichte trotz prominenter Besetzung mit Schlagersänger und Gelegenheitsschauspieler Frank Schöbel, dem Komiker Herbert Köfer und Seemanns späterer Frau Traudl Kulikowsky eine ablehnende Filmkritik. So bemängelte beispielsweise die FDJ-Zeitung Junge Welt eine „ichbezogene Weltsicht“.
Sein zweiter abendfüllender Spielfilm Schüsse unterm Galgen, eine Adaption von Robert Louis Stevensons Roman Kidnapped, wurde von der Filmkritik hingegen wohlwollend aufgenommen. 1969 folgte mit Zeit zu leben die nächste Verfilmung, diesmal jedoch ein politisch-pathetischer Streifen, der charakteristisch für seine späteren Werke sein sollte und anlässlich des 20-jährigen Bestehen der DDR aufgeführt und später mehrfach ausgezeichnet wurde. In diesem Film, der zu einem großen Publikumserfolg in der DDR mit über zwei Millionen Kinobesuchen wurde, versuchte Seemann die Handlung des Films mit ideologischen Elementen zu kombinieren: Arbeit war ein essentielles Element, ebenso die Freundschaft zur Sowjetunion und ein Bekenntnis zur DDR. Seemann selbst formulierte es 1972 so: „Die privaten Interessen in Übereinstimmung zu bringen mit den gesellschaftlichen und kollektiven, damit wird die entwickelte sozialistische Gesellschaft charakterisiert.“

### 1970er Jahre
Anfang der 1970er Jahre folgten mit Liebeserklärung an G. T., Reife Kirschen und Suse, liebe Suse die nächsten Gegenwartsfilme, in denen der Regisseur seine Filmhelden in emotionalen Ausnahmesituationen agieren lässt. Auch innerhalb der staatlichen Filmproduktion DEFA wurden Seemanns Werke teilweise heftig angegriffen, während das DDR-Publikum die stark gefühlsbetonten Filme goutierte.
Nachdem die DEFA die Planungen für seinen nächsten Film, eine Biografie über Karl Marx, vorzeitig beendete, verfilmte er 1976 mit Beethoven – Tage aus einem Leben eine historische Künstlerbiografie mit Donatas Banionis in der Hauptrolle. Der Streifen wurde ein kommerzieller Erfolg und sicherte Seemann endgültig den Durchbruch als Regisseur, aber auch als Drehbuchautor gemeinsam mit Günter Kunert. Seine nächsten zwei Filmprojekte scheiterten bereits in der Planungsphase. Eine Verfilmung von Klaus Schlesingers Szenarium über den Dichter Heinrich von Kleist scheiterte, ebenso ein Werk über Albert Einstein, das er aufgrund des Umfanges nicht realisieren wollte. Stattdessen inszenierte er mit dem Zweiteiler Fleur Lafontaine einen Fernsehfilm für das Fernsehen der DDR, der soziale Auseinandersetzungen im Berlin der 1920er Jahre thematisierte. Die Titelrolle der Fleur Lafontaine spielte Angelica Domröse.
1979 begann er mit den Dreharbeiten zu seinem wohl bekanntesten Werk, Levins Mühle, nach dem gleichnamigen Roman von Johannes Bobrowski, den er im DEFA-Studio für Spielfilme „Gruppe Berlin“ produzierte. Der Film handelt von dem jungen jüdischen Mühlenbesitzer Levin, gespielt von Christian Grashof, der von dem reichen deutschen Mühlenbesitzer Johann, gespielt von Erwin Geschonneck, im Jahr 1875 aus Westpreußen vertrieben wird. Nach Fleur Lafontaine war dies erst Seemanns zweite Literaturverfilmung, die an Originalschauplätzen mit Schauspielern wie Fred Düren, Kurt Böwe und Eberhard Esche entstand. Für diesen Film komponierte Seemann eigens eine Ballade, die noch heute zu den wichtigsten Filmmusiken der DEFA gehört.

### 1980er Jahre bis zum Tod
1982 erhielt er den Nationalpreis der DDR II. Klasse für Kunst und Literatur. Nach dem dreiteiligen Fernsehfilm Hotel Polan und seine Gäste, einer Adaption von Jan Koplowitz’ Bohemia, mein Schicksal, inszenierte er mit Ärztinnen nach dem gleichnamigen Bühnenstück von Rolf Hochhuth seinen letzten großen Film, der in den DDR-Kinos breites Publikumsinteresse fand. Die internationale Coproduktion, die mit für DEFA-Verhältnisse großem Aufwand inszeniert wurde, wurde 1984 bei der Berlinale aufgeführt, kam dort jedoch beim Publikum nicht sonderlich gut an. Seinen Filmen Besuch bei van Gogh sowie Vera – Der schwere Weg der Erkenntnis erging es ähnlich – das Publikum lehnte die Arbeiten kategorisch ab.
Mit der Wende und dem Zusammenbruch der DDR führte Seemann in Zwischen Pankow und Zehlendorf letztmals Regie. Der Film fand, wie fast alle seine Spätwerke, jedoch kaum Beachtung. Die Wiedervereinigung beendete seine Arbeit als Filmschaffender, die neben Regiearbeiten und Szenarien auch Musik-Kompositionen und gelegentliche Auftritte als Schauspieler umfasste. Zuletzt verdiente er seinen Lebensunterhalt in München als Gärtner in einem Privathaushalt.
Horst Seemann starb 62-jährig an den Folgen einer schweren und langwierigen Krankheit in Oberbayern.
Sein schriftlicher Nachlass befindet sich im Archiv der Akademie der Künste in Berlin.

### Privates
Horst Seemann war insgesamt drei Mal verheiratet und hat zwei Kinder. Nach seiner ersten Ehefrau Christine heiratete er die Schauspielerin Traudl Kulikowsky, dann die Werbefachfrau Hildegund. Sein Sohn Jakob (geb. 1980) studierte wie er an der Hochschule für Film und Fernsehen Konrad Wolf in Potsdam.

## Filmografie (Auswahl)
- 1962: Das Stacheltier: Der Fluch der bösen Tat
- 1963: Das Stacheltier: Schutzengel; (Teil des Episodenfilms: Engel, Sünden und Verkehr)
- 1963: Das Stacheltier: Der Wettlauf des Hasen mit dem Igel; (Teil des Episodenfilms: Engel, Sünden und Verkehr)
- 1963: Das Stacheltier: Liebe braucht keine PS
- 1964: Peterle und die Weihnachtsgans Auguste
- 1967: Hochzeitsnacht im Regen
- 1968: Schüsse unterm Galgen
- 1969: Zeit zu leben
- 1971: Liebeserklärung an G.T.
- 1972: Reife Kirschen
- 1975: Suse, liebe Suse
- 1976: Beethoven – Tage aus einem Leben (alternativ Der Compositeur)
- 1978: Fleur Lafontaine (Fernsehfilm)
- 1980: Levins Mühle
- 1982: Hotel Polan und seine Gäste (Fernsehfilm)
- 1984: Ärztinnen
- 1985: Besuch bei van Gogh
- 1989: Vera – Der schwere Weg der Erkenntnis (Fernsehfilm)
- 1991: Zwischen Pankow und Zehlendorf

## Auszeichnungen
- 1982: Nationales Spielfilmfestival der DDR: Nationaler Filmpreis und Spezialpreis der Jury für Levins Mühle
- 1985: Preis der Filmkritik der DDR „Große Klappe“ für Ärztinnen in der Kategorie „Bester Film“